# BMW X6
Pour les articles homonymes, voir X6.
La BMW X6 est la première automobile de type Sports Activity Coupé (ou SUV coupé) du constructeur automobile allemand BMW. La première génération est présentée au salon de Détroit 2008 et commercialisée la même année, la seconde en 2014 et la troisième en 2019.

## 1regénération E71 (2008-2014)

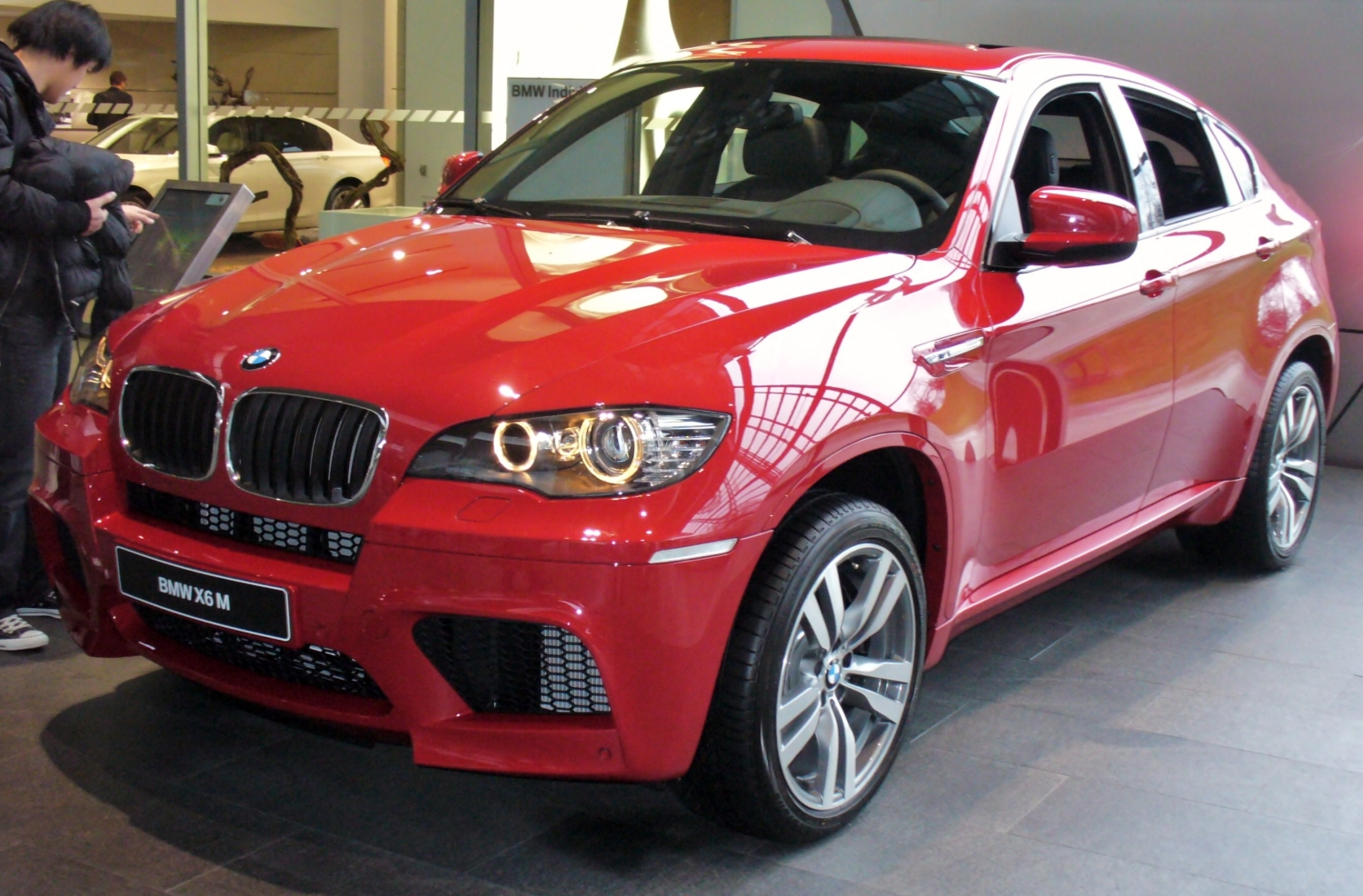
BMW X6 M

La conception allie l'agilité d'un tout-terrain et la sportivité d'un coupé. Il est construit sur la base d'une X5 mais est plus long de 3 cm. Intérieurement, il utilise largement les instruments et pièces de la X5. Quelques ajouts l'en distinguent comme les appuis genoux et les palettes au volant. Seul vrai changement majeur, le passage de trois sièges arrière à deux sièges sport individuels (bien qu'une option pour obtenir une troisième place soit créée en 2011).
La X6 est le premier véhicule de BMW à utiliser un différentiel arrière actif de ZF en vue d'améliorer l'agilité et le comportement routier. Il inaugure aussi, sous la version 5.0 (moteur N63), un nouveau V8 de 4,4 litres TwinTurbo (bi-turbo) développant 407 ch qui va d'ailleurs être utilisé par la suite pour plusieurs autres modèles comme les futures séries 5, 6 et 7 (déjà dévoilée). L'autre version disponible côté essence est la X6 3.5i développant 306 ch. Côté Diesel, elle se décline en 3.0d de 235 ch et en 4.0d utilisant la technologie TwinTurbo avec une puissance de 306 ch.
BMW a présenté sur son site international début mars 2009, un teaser annonçant la présentation début avril de la version Motorsport de la X6, la X6M. Elle est motorisée par une version améliorée du 4.4i développant 555 chevaux.

### Design
Selon Dieter Schildenfeld, responsable branding de la X6 : « l'idée était de créer une voiture avec une présence routière imposante et très définissable ».

### Motorisations
- 30d = six cylindres turbo de 245 et 258 ch depuis décembre 2014
- 35d = 3 L six cylindres bi-turbo de 286 ch
- 40d = 3 L six cylindres bi-turbo de 306 et 313 ch depuis décembre 2014
- 50d = 3 L six cylindres tri-turbo de 381 ch
- 35i = 3 L six cylindres bi-turbo de 306 ch
- 50i = V8 bi-turbo de 407 et 450 ch depuis décembre 2014
- X6 M = V8 bi-turbo de 555 ch

### BMW X6 ActiveHybrid

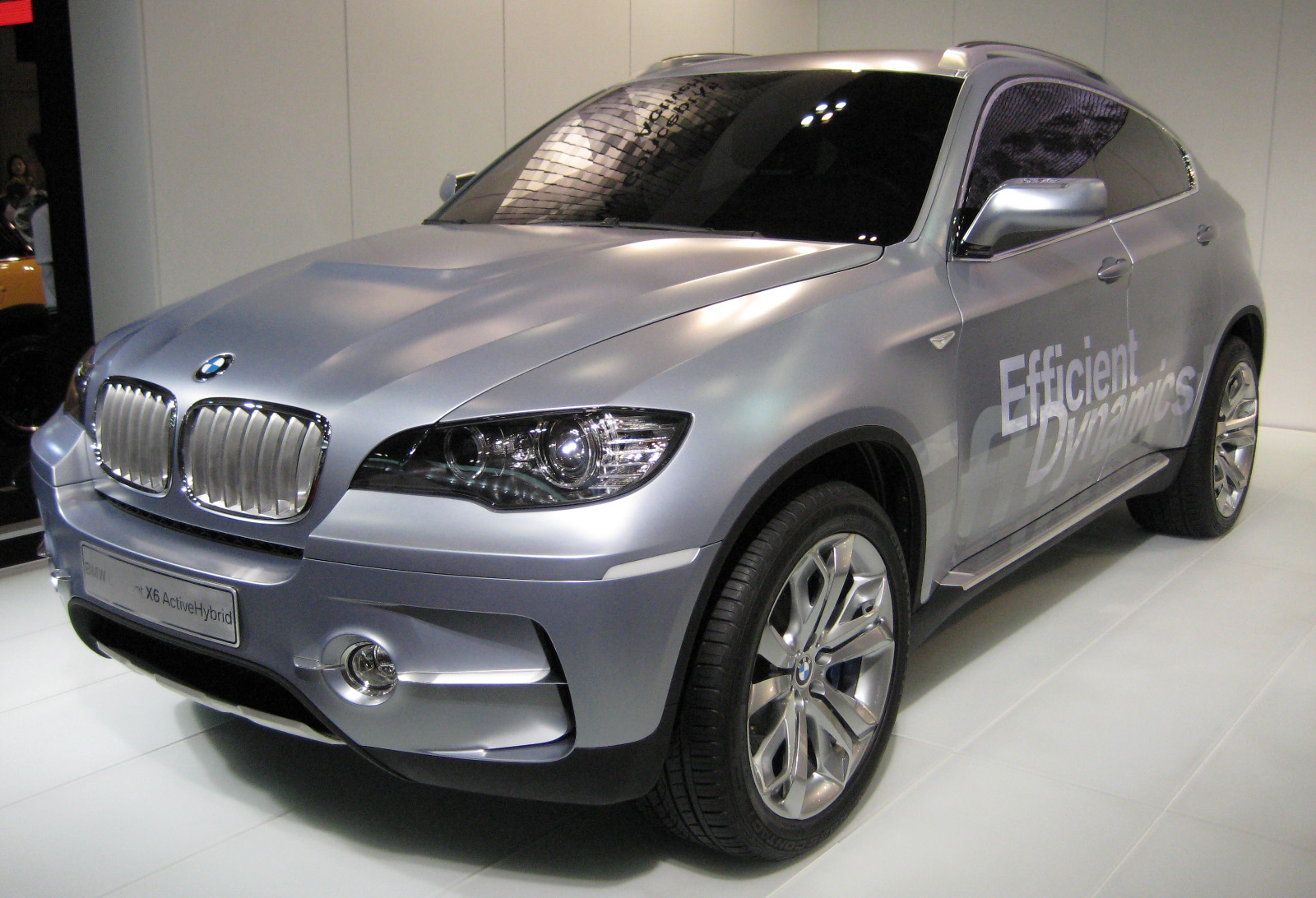
BMW X6 ActiveHybrid Concept.

L'ActiveHybrid est la version hybride de la BMW X6. Elle est commercialisée à partir de 2010 essentiellement aux États-Unis. Celle-ci dispose à présent de deux moteurs électriques en plus du moteur essence d'origine. Ils développent respectivement 91 et 86 chevaux et s'ajoutent aux 407 chevaux du V8. Mais comme sur la plupart des hybrides, l'ActiveHybrid subit beaucoup de déperdition d'énergie ; la puissance totale n'augmente donc que de 77 ch par rapport à la X6 classique. La version hybride se révèle cependant plus lourde de 220 kg par rapport à la X6. La vitesse maximale est auto-limitée à 236 km/h sur le modèle de base et passe à 250 km/h avec le Pack Sport.

### Phase 2
La X6 a été restylée en 2012, le design extérieur évolue très peu.

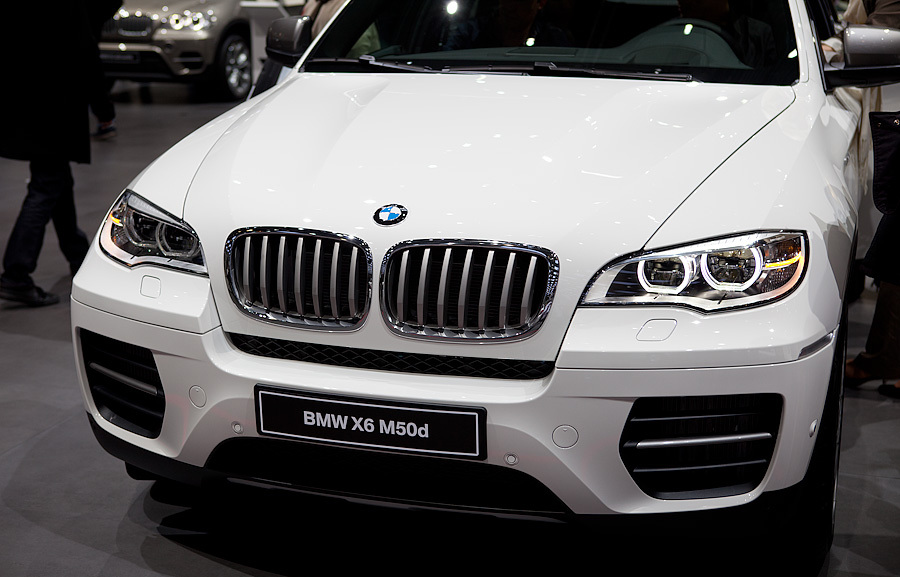
Le BMW X6 au salon de Genève 2012.

## 2egénération F16 (2014-2019)

### Motorisations
Les valeurs entre parenthèses correspondent à la variante équipée de la transmission intégrale xDrive.
Les chiffres de consommation de carburant et de pollution correspondent aux chiffres maximaux proposés par le constructeur.
Essence
|                              | xDrive35i            | xDrive50i        | X6 M             |
| Moteur                       | 6 cylindres en ligne | 8 cylindres en V | 8 cylindres en V |
| Alimentation                 | Turbocompressé       | Turbocompressé   | Turbocompressé   |
| Cylindrée (cm3)              | 2 979                | 4 395            | 4 395            |
| Puissance maximale ch (kW)   | 306                  | 449              | 575              |
| au régime de (tr/min)        | 5 800 à 6 400        | 5 500 à 6 000    | 6 000 à 6 500    |
| Couple maximal (N m)         | 400                  | 650              | 750              |
| au régime de (tr/min)        | 1 200 à 5 000        | 2 000 à 4 500    | 2 200 à 5 000    |
| Norme environnementale       | Euro 6               | Euro 6           | Euro 6           |
| Boîte de vitesses            | Steptronic 8         | Steptronic 8     | Steptronic 8     |
| Vitesse maximale (en km/h)   | 240                  | 250              | 250              |
| 0-100 km/h (en s)            | (6,4)                | (4,8)            | (4,2)            |
| Consommation (en L/100 km)   | (8,6)                | (9,7)            | (11,1)           |
| Émissions de CO2 (en g/km)   | (200)                | (227)            | (258)            |
| Capacité du réservoir (en L) | 85                   | 85               | 85               |
| Masse à vide (kg)            | (2 100)              | (2 245)          | (2 340)          |

Diesel
|                              | xDrive30d            | xDrive40d            | M50d                 |
| Moteur                       | 6 cylindres en ligne | 6 cylindres en ligne | 6 cylindres en ligne |
| Alimentation                 | Turbocompressé       | Turbocompressé       | Turbocompressé       |
| Cylindrée (cm3)              | 2 993                | 2 993                | 2 993                |
| Puissance maximale ch (kW)   | 258                  | 313                  | 381                  |
| au régime de (tr/min)        | 4 000                | 4 400                | 4 400                |
| Couple maximal (N m)         | 560                  | 630                  | 740                  |
| au régime de (tr/min)        | 1 500 à 3 000        | 1 500 à 2 500        | 2 000 à 3 000        |
| Norme environnementale       | Euro 6               | Euro 6               | Euro 6               |
| Boîte de vitesses            | Steptronic 8         | Steptronic 8         | Steptronic 8         |
| Vitesse maximale (en km/h)   | 230                  | 240                  | 250                  |
| 0-100 km/h (en s)            | (6,7)                | (5,8)                | (5,2)                |
| Consommation (en L/100 km)   | (6,0)                | (6,3)                | (6,6)                |
| Émissions de CO2 (en g/km)   | (159)                | (165)                | (174)                |
| Capacité du réservoir (en L) | 85                   | 85                   | 85                   |
| Masse à vide (kg)            | (2 140)              | (2 180)              | (2 260)              |

## 3egénération G06 (2019-)

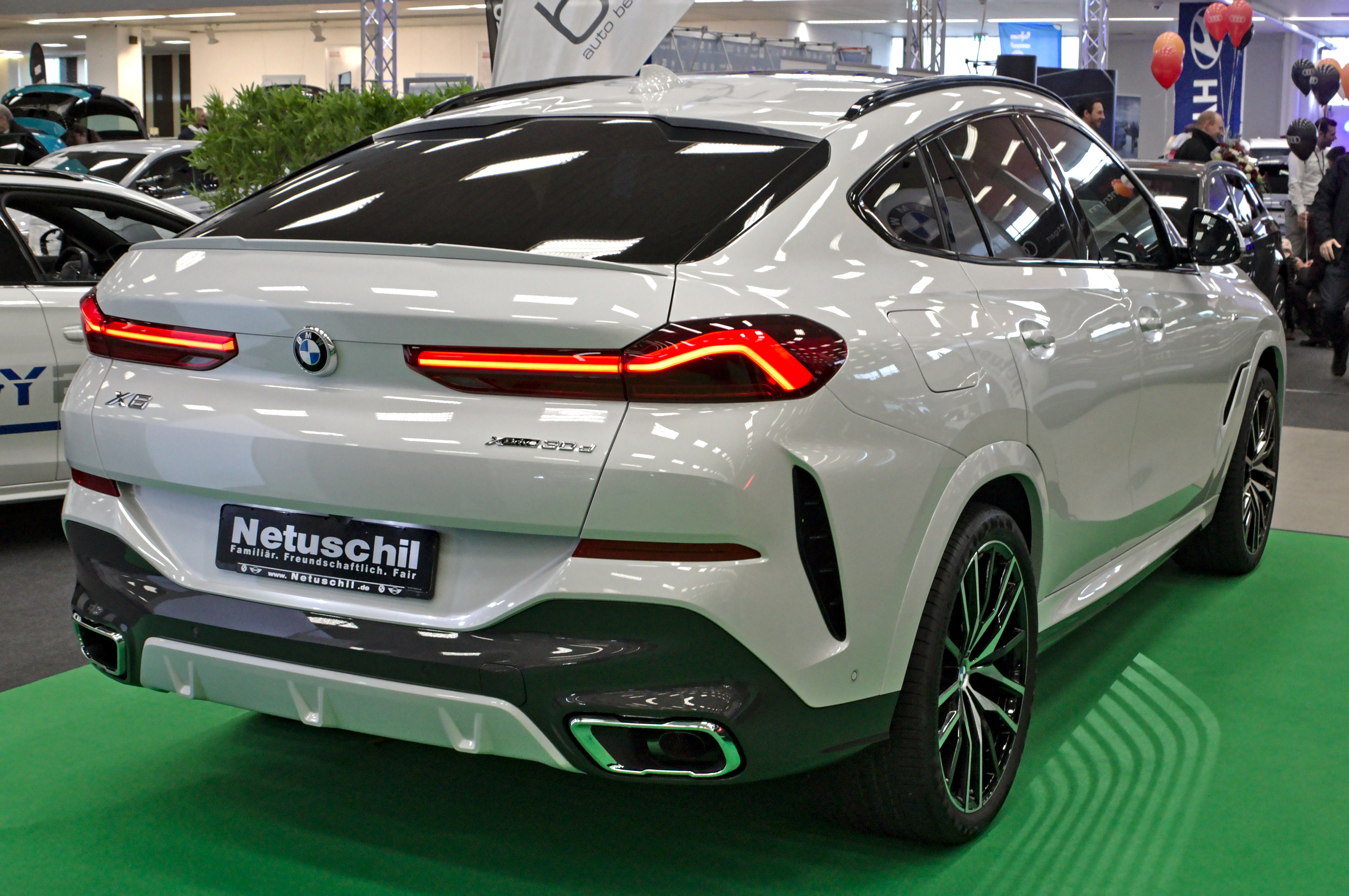
Vue de l'arrière (2019)

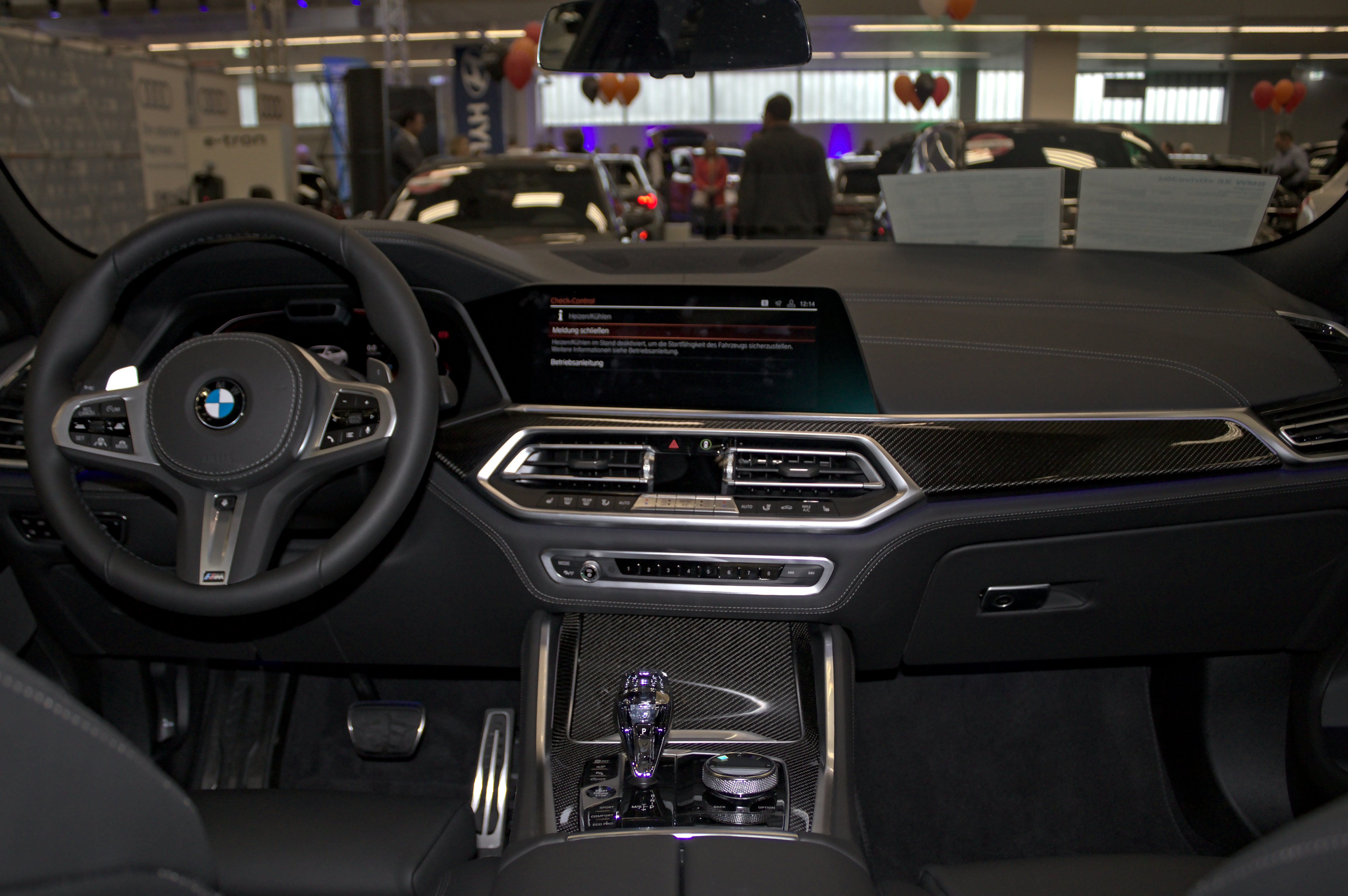
Intérieur (2019)

En juillet 2019, BMW intronise la nouvelle génération de X6 produite à Spartanburg, aux États-Unis. Dénommée G06, elle est basée sur la dernière génération de BMW X5. Son design a été remanié, les haricots typiques de BMW s'agrandissent. Les feux arrière s’inspirent de la dernière génération de X4 et adoptent un design 3D.
La transmission intégrale est disponible ainsi que la boîte automatique à 8 rapports.

### Motorisations
Sous le capot, le X6 échelonne ses puissances 265 à 530 chevaux. Disponible avec des 6 cylindres en ligne diesel de 265 ch (xDrive 30d) et de 400 ch (M50d), il est également proposé avec des blocs essence. Un 6 cylindres en ligne essence de 340 ch (xDrive 40i) ainsi qu'un V8 de 530 ch (M50i) sont disponibles.

## BMW X6 2023
Restylage pour le X6 annonce le constructeur Allemand en Février 2023.
Le BMW X6 reçoit de nouveaux feux avant à LED plus fins de 35 mm, les prises d’air sont légèrement revues et la calandre, toujours aussi imposante et agressive, a été légèrement redessinée. 
Le X6 est aussi disponible avec une calandre lumineuse en option. 
À l'arrière nous retrouvons des feux similaires à la génération précédente mais avec une signature lumineuse légèrement redessiné. L’habitacle de ce X6 évolue principalement, avec l’adoption de l’écran incurvé composé d’un combiné d’instrumentation de 12,3 pouces et d’un écran d’infodivertissement de 14,9 pouces avec le système d’exploitation BMW iDrive 8.  Les assises sont équipées d’une nouvelle sellerie « Sensafin » a base de cuir véritable qui intègrent des fonctions de chauffage, de ventilation et de massage.      Le cuir véritable est toujours disponible via la sellerie classique en cuir Merino disponible sur le catalogue BMW Individual.  De série, le X6 restylé est équipé d’une suspension adaptative M.                               En options, BMW propose les roues arrière directrices et un système de barre anti-roulis actives. La voiture est également bardée de systèmes d’assistance, dont l’avertisseur de collision, le maintien actif de la trajectoire, la reconnaissance des panneaux de signalisation et l’assistant de stationnement.
Sources:https://www.autoplus.fr/bmw/bmw-x6-restyle-2023-630100.html#item=1
Essence
|                            | xDrive40i            | M50i              | X6 M                           | X6 M Compétition               |              |
| Moteur                     | 6-cylindres en ligne | V8                | V8                             | V8                             |              |
| Alimentation               | Turbocompressé       | Bi-turbocompressé | Bi-turbocompressé              | Bi-turbocompressé              |              |
| Cylindrée (cm3)            | 2998                 | 4395              | 4395                           | 4395                           |              |
| Puissance maximale ch (kW) | 340 (250)            | 530 (390)         | 600 (441)                      | 625 (460)                      |              |
| au régime de (tr/min)      | 5 500 à 6 500        | 5 500 à 6 000     | 6 000                          | 6 000                          |              |
| Couple maximal (N m)       | 450                  | 750               | 750                            | 750                            |              |
| au régime de (tr/min)      | 1 500 à 5 200        | 1 800 à 4 600     | 1 800 à 5 600                  | 1 800 à 5 800                  |              |
| Boîte de vitesses          | Steptronic 8         | Steptronic 8      | M Steptronic 8 avec Drivelogic | M Steptronic 8 avec Drivelogic |              |
| Vitesse maximale (en km/h) | 250                  | 250               | 250 / (290 Pack M Driver)      | 250 / (290 Pack M Driver)      |              |
| 0-100 km/h (s)             | 5,5                  | 4,3               | 3,9                            | 3,8                            |              |
| Consommation (L/100 km)    | 8,0-8,6              | 10,4-10,7         | 12,7-13,0                      | 12,7-13,0                      |              |
| Émissions de CO2 (g/km)    | (181-197)            | (237-243)         | 289-296                        | 289-296                        |              |
| Capacité du réservoir (L)  | 83                   | 83                | 83                             | 83                             |              |
| Masse à vide (kg)          | 2130                 | 2310              | 2385                           | 2385                           |              |
| Norme environnementale     | Euro 6d Temp         | Euro 6d Temp      | Euro 6d Temp                   | Euro 6d Temp                   | Euro 6d Temp |

Diesel
|                            | xDrive30d            | M50d                  |
| Moteur                     | 6-cylindres en ligne | 6-cylindres en ligne  |
| Alimentation               | Turbocompressé       | Quadri-turbocompressé |
| Cylindrée (cm3)            | 2993                 | 2993                  |
| Puissance maximale ch (kW) | 265 (194)            | 400 (294)             |
| au régime de (tr/min)      | 4 000                | 4 400                 |
| Couple maximal (N m)       | 620                  | 760                   |
| au régime de (tr/min)      | 2 000 à 2 500        | 2 000 à 3 000         |
| Boîte de vitesses          | Steptronic 8         | Steptronic 8          |
| Vitesse maximale (en km/h) | 230                  | 250                   |
| 0-100 km/h (s)             | 6,5                  | 5,2                   |
| Consommation (L/100 km)    | 6,1-6,6              | 6,9-7,2               |
| Émissions de CO2 (g/km)    | 159-172              | 181-190               |
| Capacité du réservoir (L)  | 80                   | 80                    |
| Masse à vide (kg)          | 2185                 | 2335                  |
| Norme environnementale     | Euro 6d Temp         | Euro 6d Temp          |

### Série limitée
- BMW X6 M Competition First Edition[7]
- BMW X6 Black Vermilion[8]

## Ventes aux États-Unis
| Année         | Ventes | Diff.   |
| 2008 (9 mois) | 4 548  |         |
| 2009          | 4 787  | +5,3 %  |
| 2010          | 6 257  | +30,7 % |
| Total         | 15 592 |         |